# Elisabeth Kraushaar-Baldauf
Elisabeth Kraushaar-Baldauf (* 1915 in St. Valentin auf der Haide in Österreich-Ungarn; † 2002 in Basel/Riehen) war promovierte Medizinerin und Schriftstellerin.

## Biografie
Elisabeth Kraushaar-Baldauf verbrachte ihre Jugend im Vinschgau. Um dem aufkommenden italienischen Faschismus zu entgehen, zog sie nach Berlin zum Ärzteehepaar Hermine Heusler-Edenhuizen und Otto Heusler, holte dort ihr Abitur nach und nahm das Medizinstudium auf. Im Laufe dessen lernte sie ihren Mann, Alfred Kraushaar (* 1915 in Berlin), kennen.
In der Zeit des Nationalsozialismus distanzierte sie sich zusammen mit ihrem Mann und mit Gleichgesinnten, den „Weißen Mäusen“, von einer versuchten Vereinnahmung durch Partei- und parteinahe Organisationen.
1966 zog das Ehepaar nach Basel, wo es sich endgültig niederließ. Kraushaar-Baldauf hat sich zeitlebens mit Frauenthemen und Mythologie befasst.

## Publikationen
- Nimm das Brot und lauf. Roman. Provinz Verlag, Brixen 2001, ISBN 88-88118-03-9. (2. Auflage)
- Die Eva war es nicht. Sachbuch. Provinz Verlag, Brixen:  2005, ISBN 88-88118-22-6 (2. Auflage)